# Жеремоабу (микрорегион)

Жеремоабу на карте.

Жеремоабу (порт. Microrregião de Jeremoabo) — микрорегион в Бразилии, входит в штат Баия. Составная часть мезорегиона Северо-восток штата Баия. Население составляет 99 393 человека (на 2010 год). Площадь — 8018,835 км². Плотность населения — 12,39 чел./км².

## Демография
Согласно сведениям, собранным в ходе переписи 2010 г. Национальным институтом географии и статистики (IBGE), население микрорегиона составляет:						
| Полное население                             | Полное население                             | Полное население                             | Полное население                             | 99 393 |
| -------------------------------------------- | -------------------------------------------- | -------------------------------------------- | -------------------------------------------- | ------ |
| в том числе:                                 | Городское население                          | 38 049                                       | Процент городского населения, %              | 38,28  |
|                                              | Сельское население                           | 61 344                                       | Процент сельского населения, %               | 61,72  |
|                                              | Мужское население                            | 50 494                                       | Процент мужского населения, %                | 50,80  |
|                                              | Женское население                            | 48 899                                       | Процент женского населения, %                | 49,20  |
| Плотность населения, чел/км²                 | Плотность населения, чел/км²                 | Плотность населения, чел/км²                 | Плотность населения, чел/км²                 | 12,39  |
| Население микрорегиона в % к населению штата | Население микрорегиона в % к населению штата | Население микрорегиона в % к населению штата | Население микрорегиона в % к населению штата | 0,71   |

## Статистика
- Валовой внутренний продукт на 2003 год составляет 154 306 328,00 реалов (данные: Бразильский институт географии и статистики).
- Валовой внутренний продукт на душу населения на 2003 год составляет 1407,51 реалов (данные: Бразильский институт географии и статистики).
- Индекс развития человеческого потенциала на 2000 год составляет 0,544 (данные: Программа развития ООН).

## Состав микрорегиона
В составе микрорегиона включены следующие муниципалитеты:
1. Коронел-Жуан-Са
2. Жеремуабу
3. Педру-Алешандри
4. Санта-Брижида
5. Ситиу-ду-Кинту